# Wardschnapper

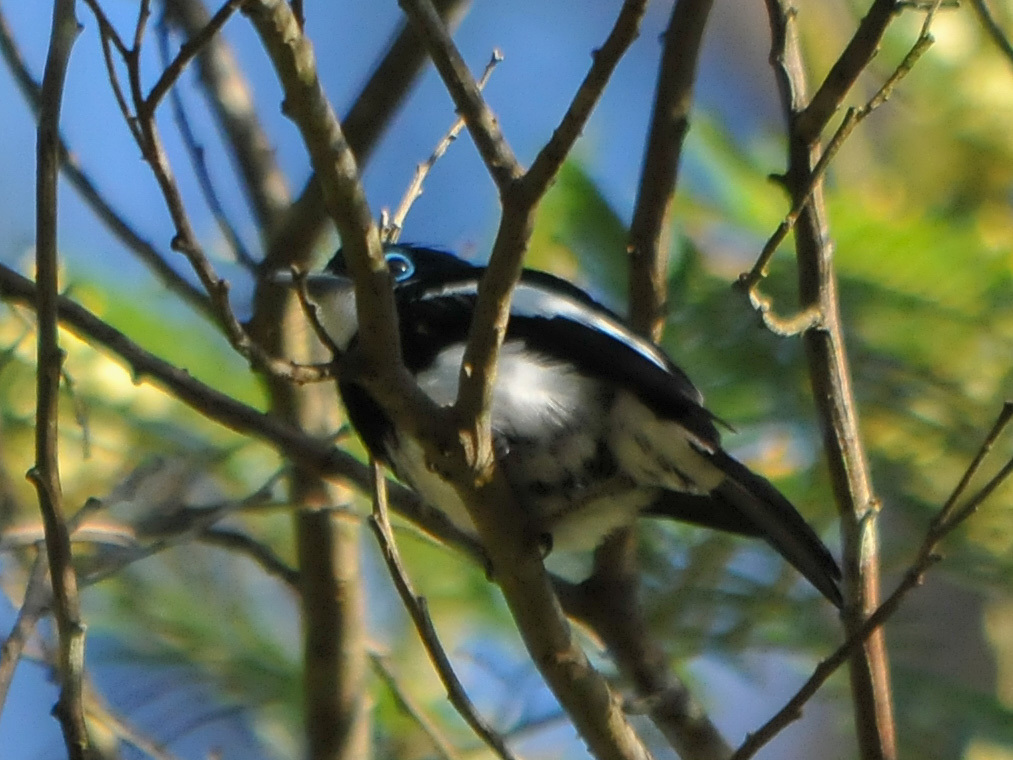
Wardschnapper

Der Wardschnapper (Pseudobias wardi), jetzt Blauringvanga, ist ein Sperlingsvogel in der Familie der Vangawürger (Vangidae).
Das Artepitheton bezieht sich auf Frank Kingdon-Ward.

## Merkmale
Der Wardschnapper ist ein 15 cm großer und 12–13 g schwerer, an Fliegenschnäpper erinnernder Vangawürger mit langem Schwanz.
Kopf mit schmalem blauen Augenring und Oberseite sind glänzend schwarz mit breitem weißen Flügelstreif, der Schnabel ist blass, Kehle und Halsband sind weiß, schwarzes Brustband über weißem Bauch, die Beine sind bläulich.

## Verhalten
Wardschnappers treten meistens in kleinen Trupps auf, die sich aus verschiedenen Vogelarten zusammensetzen. Sie jagen von den Baumkronen aus nach Insekten und Käfern.
Die Art ist monotypisch.

## Verbreitung und Lebensraum
Der Wardschnapper gehört zur monotypischen Gattung Pseudobias und ist im Osten Madagaskars endemisch.
Er ist im tropischen Primärregenwald sowie im benachbarten Sekundärwald bis etwa 1600–1800 m anzutreffen.

## Gefährdungssituation
Der Bestand gilt als nicht gefährdet (Least Concern).